# Света Злата Мегленска (Битоля)
Вижте пояснителната страница за други значения на Света Злата Мегленска.
„Света Злата Мегленска“ (на македонска литературна норма: „Света Злата Мегленска“) е православна църква в Битоля, Северна Македония, част от Преспанско-Пелагонийската епархия на Македонската православна църква.

## Местоположение
Църквата е разположена в източния дял на града, в близост до ресторант „Арена“ и бившата фабрика „Кожара“.

## История и описание
Църквата е осветена на 13 септември 2014 година от митрополит Петър Преспанско-Пелагонийски със свещенството от храма „Рождество Богородично“. В архитектурно отношение е кръстокуполна църква от късносредновековен тип вписан кръст с купол на висок шестостранен барабан и тристранна апсида на изток.